# Departamento de Sauce
Departamento de Sauce är en kommun i Argentina.   Den ligger i provinsen Corrientes, i den nordöstra delen av landet, 500 km norr om huvudstaden Buenos Aires. Antalet invånare är 9 151. Arean är 1,8 kvadratkilometer.
Terrängen i Departamento de Sauce är mycket platt.
Trakten runt Departamento de Sauce består i huvudsak av gräsmarker. Runt Departamento de Sauce är det mycket glesbefolkat, med 3 invånare per kvadratkilometer.